# Hermann Beste
Hermann Beste (* 17. September 1940 in Neubukow) ist evangelischer Theologe und war von 1996  bis 2007 Landesbischof der Evangelisch-Lutherischen Landeskirche Mecklenburgs.

## Werdegang
Hermann Beste studierte von 1958 bis 1964 Evangelische Theologie an den Universitäten Leipzig und Rostock. In die Jahre 1964 bis 1965 fallen das Lehrvikariat und der Besuch des Predigerseminars, dem sich die Vikarszeit in Kirch Grambow anschloss. 

Von 1966 bis 1986 war Beste Pastor der Kirchengemeinde Kirch Grambow. 1986 wechselte er für fünf Jahre zur Mecklenburgischen Kirchenzeitung, für die er als Chefredakteur arbeitete. 

Im Jahre 1991 kehrte er als Pastor in die Kirchengemeinde Kirch Grambow zurück, wurde aber schon zwei Jahre später zum Landessuperintendenten für den Kirchenkreis Rostock-Land der Mecklenburgischen Landeskirche ernannt. Diese Aufgabe nahm er drei Jahre wahr. 

Im Jahre 1996 schließlich wurde Hermann Beste zum Landesbischof der Evangelisch-Lutherischen Landeskirche Mecklenburgs gewählt. Aus diesem Amt schied er im März 2007 aus. Nachfolger wurde der 45-jährige Andreas von Maltzahn.
Der frühere Landesbischof Niklot Beste war sein Vater.
Im Herbst 2007 wurde Beste von der Theologischen Fakultät der Universität Rostock als Dank für seine Förderung der Fakultät mit einer Festschrift geehrt.